# Ametris peninsularia
Ametris peninsularia är en fjärilsart som beskrevs av Augustus Radcliffe Grote 1883. Ametris peninsularia ingår i släktet Ametris och familjen mätare. Inga underarter finns listade i Catalogue of Life.